# Corynorhinus rafinesquii
Corynorhinus rafinesquii är en fladdermusart som beskrevs av René-Primevère Lesson 1827. Corynorhinus rafinesquii ingår i släktet Corynorhinus och familjen läderlappar. IUCN kategoriserar arten globalt som livskraftig.
Inga underarter finns listade i Catalogue of Life. Wilson & Reeder (2005) skiljer mellan två underarter.

## Utseende
Arten är med en vikt av 7 till 13 g, en kroppslängd av cirka 12 cm (inklusive svans) och en vingspann av cirka 28 cm lika stor som andra medlemmar av samma släkte. Honor är lite tyngre än hanar. Vuxna individer har en gråbrun päls på ovansidan och vitaktig päls vid buken. Med de stora öronen påminner huvudet om en hares huvud.

## Utbredning och habitat
Denna fladdermus förekommer i östra USA från Indiana och Illinois till östra Texas, North Carolina och Florida. Arten lever i låglandet och i låga bergstrakter. Habitatet utgörs av skogar och landskap nära skogar.

## Ekologi
Individerna vilar i grottor och mera sällan i andra gömställen som trädens håligheter eller konstruktioner (bland annat hus, broar) som skapades av människan. Vid viloplatsen bildas kolonier med upp till hundra eller några fler medlemmar. Populationer i kalla regioner håller vinterdvala. Före ungarnas födelse bildar honor egna kolonier som är skilda från hanarna. Corynorhinus rafinesquii är aktiv på natten och den jagar huvudsakligen nattfjärilar med hjälp av ekolokalisering. Dessutom ingår skalbaggar och myggor i födan. Fladdermusen faller vid viloplatsen offer för tvättbjörn, tamkatt, nordamerikansk opossum och ormar.
Parningen sker under hösten och sedan förvaras hanens sädesvätska i honans könsorgan till nästa vår. Det är inte utrett hur länge den egentliga dräktigheten varar. Per kull föds en naken unge. Den får först grå päls och efter tre månader de vuxna djurens päls. Ungen diar sin mor cirka 21 dagar och sedan får den flygförmåga. Arten lever i naturen ungefär 10 år.